# Aviskatalogen
Aviskatalogen er en katalog med oversigt over oplagstal for alle norske aviser som er tilsluttet Mediebedriftenes Landsforening. Katalogen udkom første gang i 1943, og har siden 2001 også eksisteret på internettet.
Katalogen indeholder avisernes annoncepriser, adresser, kontaktpersoner, teknisk specifikation og oplagstal for forskellige geografiske områder.

## Eksternt link
- Aviskatalogen